# Podrodzina językowa
Podrodzina językowa – grupa języków w obrębie rodziny językowej, wywodzących się od jednego prajęzyka. Ten prajęzyk pośredni wywodzi się natomiast od wspólnego dla całej rodziny prajęzyka. Wyróżnia się na przykład słowiańską podrodzinę językową, gdyż język prasłowiański, z którego wywodzą się wszystkie współczesne języki słowiańskie, pochodzi od języka praindoeuropejskiego.